# Pararhophitinae
Pararhophitinae is een onderfamilie van vliesvleugelige insecten in de familie Megachilidae.